# Lepiota coxheadii
Lepiota coxheadii är en svampart som beskrevs av P.D. Orton 1984. Lepiota coxheadii ingår i släktet Lepiota och familjen Agaricaceae.   Inga underarter finns listade i Catalogue of Life.